# Koonga
Koonga (Koonga vald, deutsch: Kokenkau) ist eine ehemalige estnische Landgemeinde im Kreis Pärnu. 2017 wurde Koonga in die Landgemeinde Lääneranna eingegliedert.
Auf einer Fläche von 438 km² lebten 1260 Einwohner (Stand: 1. Januar 2010).
Koonga lag ca. 40 km von Pärnu entfernt. Zentrum war der Ort Koonga. Daneben gehörten zur Landgemeinde die Dörfer Emmu, Hõbeda, Irta, Iska, Joonuse, Jänistvere, Järve, Kalli, Karinõmme, Karuba, Kibura, Kiisamaa, Kuhu, Kurese, Kõima, Lõpe, Maikse, Mihkli, Naissoo, Nedrema, Nätsi, Oidrema, Paimvere, Palatu, Parasmaa, Peantse, Piisu, Pikavere, Rabavere, Salevere, Sookatse, Tamme, Tarva, Tõitse, Ura, Urita, Vastaba, Veltsa, Võitra, Võrungi und Õepa.
Koonga war für Wander- und Fahrradtouren touristisch gut erschlossen. Sehenswert waren die archäologischen Überreste einer estnischen Festungsanlage aus dem 10. bis 12. Jahrhundert, der sogenannten Soontagana maalinn, und das Herrenhaus von Oidremaa, das im 19. Jahrhundert von der deutschbaltischen Familie von Lilienfeldt erbaut wurde.